# Médaille commémorative du centenaire de l'indépendance nationale

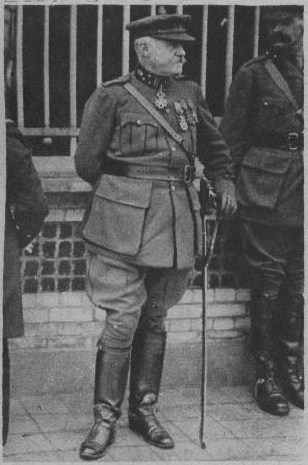
Lieutenant-Général Félix Wielemans

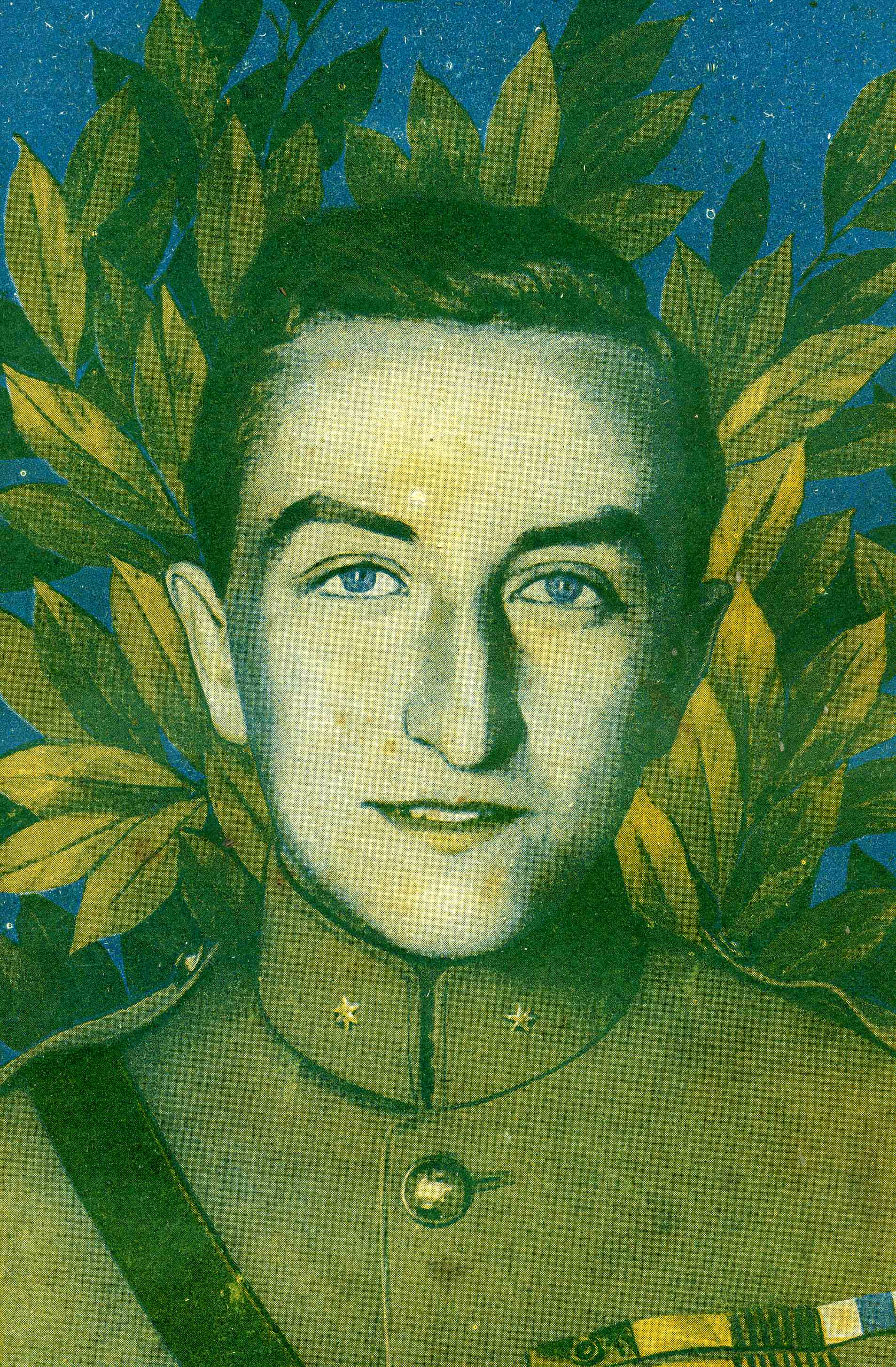
Lieutenant-Colonel Baron Willy Coppens

La Médaille commémorative du centenaire de l'indépendance nationale 1830-1930, (néerlandais : Herinneringsmedaille van 100 Jaars de Onafhankelijkheid 1830-1930) était une médaille commémorative belge qui fut instaurée par un arrêté royal daté du 20 juillet 1930 pour célébrer le centième anniversaire de l'indépendance de la Belgique.
Elle récompensait tant les membres du service actif et les vétérans des Forces armées belges que les civils qui avaient servi honorablement leur patrie pendant plus de vingt années avant le 1er janvier 1931.

## Description
La médaille commémorative du centenaire de l'indépendance nationale est une médaille de 32 mm de large par 30 mm de haut. L'octogone en bronze argenté est surmonté d'une couronne qui porte la hauteur totale de la médaille à 41 mm. Son avers comporte les effigies des trois premiers rois des Belges : Léopold Ier, Léopold II et Albert Ier. Le revers reprend les années 1830 et 1930 gravées en superposition d'un lit de feuilles de chêne et de laurier. La médaille était suspendue par un anneau à un ruban de soie blanche moirée comportant un liseré périmétrique aux couleurs nationales sur 3 mm.

## Récipiendaires illustres (liste partielle)
- Willy Coppens, aviateur

- Lieutenant-Général  Alphonse Ferdinand Tromme

- Lieutenant-Général Jean-Baptiste Piron

- Lieutenant-Général  Jules Joseph Pire

- Lieutenant-Général  Sir Maximilien de Neve de Roden

- Lieutenant-Général  Baron Victor Van Strijdonck de Burkel

- Lieutenant-Général  Georges Deffontaine

- Lieutenant-Général  Alphonse Verstraete

- Lieutenant-Général  Baron Raoul de Hennin de Boussu-Walcourt

- Lieutenant-Général  Joseph Leroy

- Lieutenant-Général  Jules De Boeck

- Lieutenant-Général  Fernand Vanderhaeghen

- Lieutenant-Général  Robert Oor

- Lieutenant-Général  Libert Elie Thomas

- Lieutenant-Général  Léon Bievez

- Major-Général  Baron Beaudoin de Maere d’Aertrycke

- Major-Général  Lucien Van Hoof

- Major-Général  Jean Buysse

- Major-Général  Paul Jacques

- Commandant Georges Timmermans

- Major-Général  Norbert Leboutte

- Police  Lieutenant-Général Louis Joseph Leroy

- Police  Lieutenant-Général Oscar-Eugène Dethise

- Lieutenant-Général  Baron Albert du Roy de Blicquy

- Lieutenant-Général  Sir Antonin de Selliers de Moranville

- Lieutenant-Général Félix Wielemans

- Lieutenant-Général  Baron Emile Dossin de Saint-Georges

- Lieutenant-Général  Victor Bertrand

- Lieutenant-Général Baron Armand de Ceuninck

- Lieutenant-Général  Aloïs Biebuyck

- Lieutenant-Général  Baron Léon de Witte de Haelen

- Lieutenant-Général  Vicomte Victor Buffin de Chosal

- Lieutenant-Général  Jules De Blauwe

- Lieutenant-Général  Baron Ferdinand de Posch

- Lieutenant-Général  Comte André de Jonghe d’Ardoye

- Ambassadeur Esquire Bernard de l’Escaille de Lier

- Gouverneur Baron Raymond de Kerchove d’Exaerde

- Gouverneur Camille Comte de Briey Baron de Landres

- Comte Edmond Carton de Wiart

- Ambassadeur Jacques Delvaux de Fenffe

- Comte Hubert Pierlot

- August de Schryver

- Comte Beaudoin de Lichtervelde